# 山岡浚明
山岡 浚明（やまおか まつあけ、享保11年（1726年） - 安永9年10月15日（1780年11月11日））は江戸時代の国学者、旗本。字名は子亮、通称は左次右衛門。号は蓋簪楼主人、大蔵千文、大伴宿禰、明阿など。幕臣450石。
24歳で小姓組に入り、泥郞の筆名で『跖婦人伝』を著す。同書は1753年（宝暦3年）に刊行された。1755年頃『類聚名物考』に着手する。1759年（宝暦9年）賀茂真淵に入門するが、後に不和となる。林祭酒からは漢学を学んだ。和歌は堂上派に学ぶ。1771年（明和8年）隠居を許されたため、剃髪して明阿と号す。京都にて病没。戒名は梅橋院子亮浚明居士。墓所は麻布の龍澤寺。
親友に伊勢貞丈や萩原宗固、弟子に奈佐隅東がいる。塙保己一も弟子筋にあたり、日本の考証学者を養成した功績が大きい。
1917年（大正6年）、従五位を追贈された。

## 著書
- 『類聚名物考』（るいじゅめいぶつこう）[4]（1753年 - 1779年）- 百科事典
- 『跖婦人伝』（1749年）- 洒落本、筆号は泥郎子。
- 『愚管抄』
- 『示蒙抄』
- 『逸著聞集』
- 『文栞』
- 『紫のゆかり』[5] - 随筆。 『続日本随筆大成 8巻』（吉川弘文館）に収録
- 『伊香保の口すさみ』（明和元年） - 温泉紀行。筑波大学図書館蔵。

## 関連事項
- 塙保己一
- 木村蒹葭堂